# Kontytető

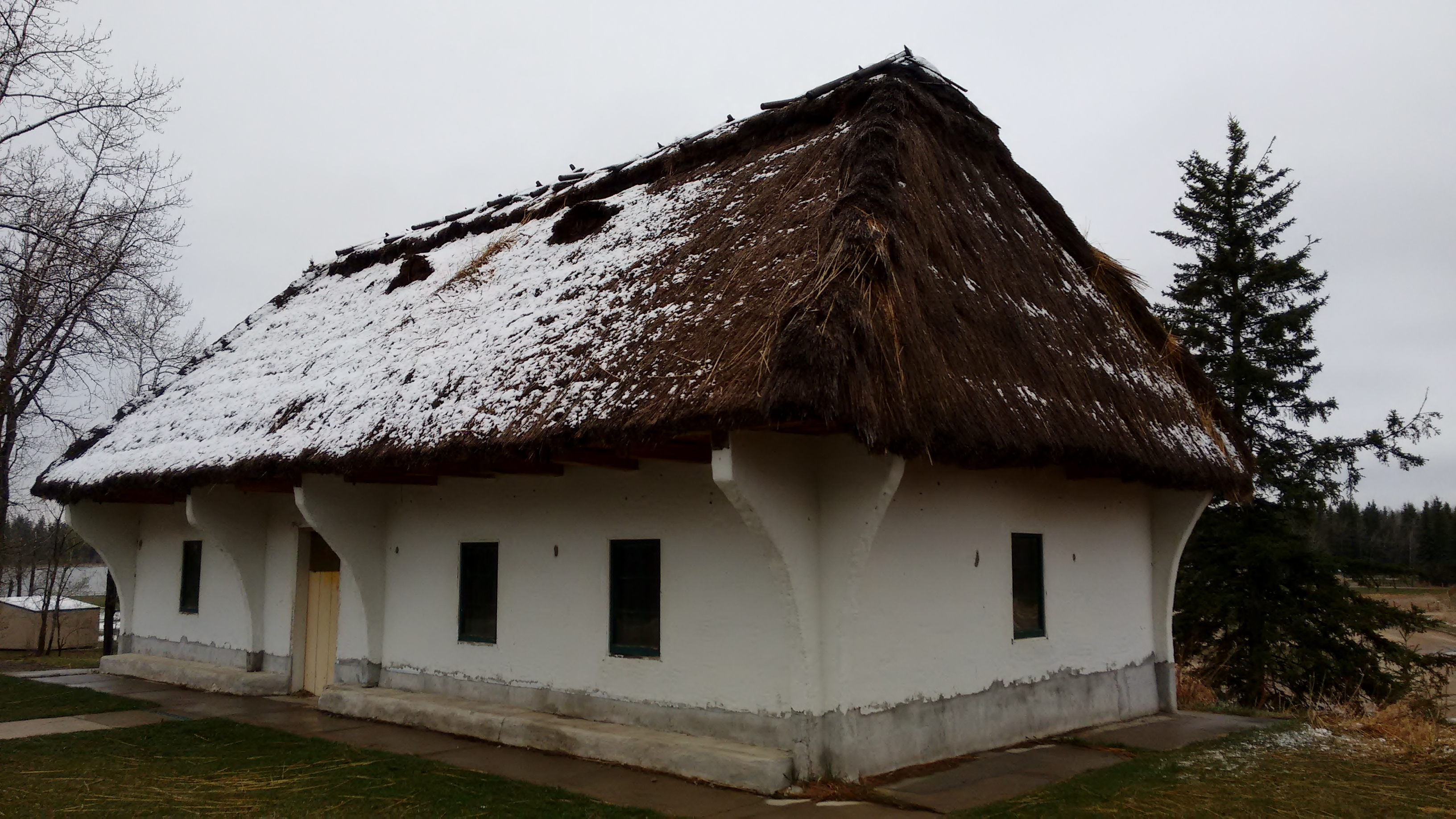
Az ukrán úttörők háza az Elk-szigeten

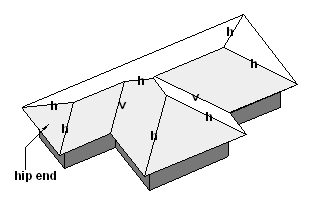
Kontytető alapú összetett tetőszerkezet vázlata

A kontytető (kontyolt vagy kontyos tető) a sík magastetők egyik, alak szerinti fajtája. Négy azonos vagy különböző hajlású, összemetsző tetősíkkal és gerinccel határolt, többé-kevésbé derékszögű négyszög alaprajzú tető. Két altípusa az oromzatos kontytető és a csonka kontytető.

## Magyarországon
A 19. század végéig Dél- és Délnyugat-Dunántúl, Északkelet-Magyarország és az Alföld keleti peremén, illetve Erdélyben a domináns forma volt és ma is gyakori. A keleti országrészeken  valószínűleg a taposott szalmatető miatt volt célszerű.
Helyi változata a matyó községekben Mezőkövesd, Szentistván, Tard) szokásos üstökös tető (buggyos tető). Ebben az ágasos-szelemenes tetőszerkezethez kapcsolódó tetőformában különböző szerkezeti megoldásokkal a ház oromzata elé ugró, a ház elejét védő, domborúan hajlított tetőzetet, üstököt alakítanak ki. A kutatások szerint ez a típus a 18–19. században viszonylag elterjedt volt, de csak a matyó falvakban maradt fenn.

## Szokásos tulajdonságai
Szerkezete lehet szelemenes, torokgerendás vagy szaruállásos. Jellemzően a kontytető az összetett tetőszerkezetek alapja.
Tetőtér-beépítésre a nyeregtető, a kontytető és a csonka kontytető a legalkalmasabb. Egy főfali térdfal felhúzásával mindhármat úgy alakíthatjuk át, hogy a kihasználható belmagasság megnövekedjen. Azt, hogy a tető alkalmas-e a beépítésre, jelentősen befolyásolja a tető hajlásszöge is. A legalkalmasabb a 35–55 fok közötti szögek.

### Tetőlécezése
A fenyő tetőlécek keresztmetszete általában 2,4x4,8 cm. Ezekre kerülnek a tető- vagy betoncserepek. A tetőlécezés a taréjszelemennel és az eresszel párhuzamos, azaz derékszöget zár be a szarufákkal.

### Megvilágítása
Megvilágításának formái a tetősík ablakok, az oromfali ablak, az üvegezett tetőterasz és az álló tetőablak. Ezeket gyakorta a műemlékvédelmi előírások is szabályozzák.

## Oromzatos kontytető
Az oromzatos kontytető olyan kontytető, amelyben a gerincvonal két végén egy-egy kis oromfalat alakítottak ki.

## Csonka kontytető
A csonka kontytető olyan kontytető, amelynek kontya az oromfalon az ereszvonalnál magasabban kezdődik.